# Le Contact
Pour le film sud-coréen, voir Le Contact (film).
Le Contact est une série de bande dessinée fantastico-policière belge dessinée par Alain Maury et écrite par Thierry Robberecht. Son seul tome  est paru en 2004 aux éditions Casterman.

## Synopsis
Cette bande dessinée se déroule à la fin du XIXe siècle. Elle met en scène le jeune Parisien Thomas Lalandes qui, après une expérience de mort imminente, acquiert la capacité de communiquer avec les morts à l'âme tourmentée.

## Récéption critique
Les critiques ont souligné la faiblesse d'un scénario qui se laisse lire facilement mais manque d'originalité et de rebondissements,. Le dessin de Maury, connu pour son travail d'assistant sur Les Schtroumpfs, utilise une ligne claire assez classique,,. Les avis sur l'utilisation de couleurs sépia sont partagés,.

## Publication
- Le Contact, Casterman, coll. « Ligne rouge », 2004  (ISBN 2-203-39204-5).
- Le Contact (tirage de tête), Loup, 2004  (ISBN 2-930283-66-1).